# تلطف
التلطف هو أن تذكر ذات أحد المتضايفين مجردة من الإضافة للمتضايف الآخر.